# Giannīs-Foivos Mpotos
Giannīs-Foivos Mpotos (in greco Γιάννης Φοίβος Μπότος?; Atene, 20 dicembre 2000) è un calciatore greco, centrocampista dello Slavia Praga.

## Caratteristiche tecniche
È un trequartista.

## Carriera

### Club
Prodotto del settore giovanile dell'AEK Atene, debutta in prima squadra il 12 ottobre 2018 in occasione dell'incontro di Kypello Ellados vinto 2-1 contro il Lamia. Poco utilizzato nelle stagioni seguenti, nel gennaio del 2021 passa in prestito per una stagione e mezza al Go Ahead Eagles.

### Nazionale
Ha giocato nelle nazionali giovanili greche Under-17, Under-19 ed Under-21.

## Statistiche

### Presenze e reti nei club
Statistiche aggiornate al 6 settembre 2021.
| Stagione        | Squadra         | Campionato      | Campionato | Campionato | Coppe nazionali | Coppe nazionali | Coppe nazionali | Coppe continentali | Coppe continentali | Coppe continentali | Altre coppe | Altre coppe | Altre coppe | Totale | Totale |
| Stagione        | Squadra         | Comp            | Pres       | Reti       | Comp            | Pres            | Reti            | Comp               | Pres               | Reti               | Comp        | Pres        | Reti        | Pres   | Reti   |
| --------------- | --------------- | --------------- | ---------- | ---------- | --------------- | --------------- | --------------- | ------------------ | ------------------ | ------------------ | ----------- | ----------- | ----------- | ------ | ------ |
| 2018-2019       | AEK Atene       | ED              | 0          | 0          | CO              | 5               | 1               | UCL                | 0                  | 0                  |             | -           | -           | 5      | 1      |
| 2019-2020       | AEK Atene       | ED              | 2          | 0          | CO              | 0               | 0               | UEL                | 0                  | 0                  |             | -           | -           | 2      | 0      |
| 2020-gen. 2021  | AEK Atene       | ED              | 1          | 0          | CO              | 0               | 0               | UEL                | 1                  | 0                  |             | -           | -           | 2      | 0      |
| gen.-giu. 2021  | Go Ahead Eagles | 1D              | 21         | 4          | CO              | 1               | 0               |                    | -                  | -                  |             | -           | -           | 22     | 4      |
| 2021-2022       | Go Ahead Eagles | ED              | 4          | 0          | CO              | 0               | 0               |                    | -                  | -                  |             | -           | -           | 4      | 0      |
| Totale carriera | Totale carriera | Totale carriera | 28         | 5          |                 | 6               | 1               |                    | 1                  | 0                  |             | -           | -           | 35     | 6      |

## Palmarès

### Club

#### Competizioni nazionali
- Campionato greco: 1

AEK Atene: 2022-2023